# Slum (Lanišće)
 Slum  (olaszul: Silun Mont’Aquila) falu Horvátországban, Isztria megyében. Közigazgatásilag Lanišćéhez tartozik.

## Fekvése
Az Isztriai-félsziget északi részén a Ćićarija-hegység területén, Buzettől északkeletre, községközpontjától 10 km-re északnyugatra,  a szlovén határ közelében egy lépcsőzetes fennsík peremén fekszik.

## Története
Slum az Isztria északi részének legrégibb települési közé tartozik. A középkortól  a rašpori uradalom része volt. Temploma is nagyon régi, eredetileg román stílusban épült. Falfestményei  16. századból származnak, bordás mennyezetének konzolján glagolita felirattal az 1555-ös évszám áll. Lakó hagyományosan mezőgazdasággal és állattartással foglalkoztak. Népi építészetének nyomai számos házon ma is jól láthatók. 1857-ben 307, 1910-ben 365 lakosa volt. Ma a faluban autószerviz és postahivatal található, mely ellátja az egész Ćićarija területét Trstenikig és Jelovicéig. 2011-ben a falunak 22 lakosa volt.

## Lakosság
| Lakosság változása | Lakosság változása | Lakosság változása | Lakosság változása | Lakosság változása | Lakosság változása | Lakosság változása | Lakosság változása | Lakosság változása | Lakosság változása | Lakosság változása | Lakosság változása | Lakosság változása | Lakosság változása | Lakosság változása | Lakosság változása |
| ------------------ | ------------------ | ------------------ | ------------------ | ------------------ | ------------------ | ------------------ | ------------------ | ------------------ | ------------------ | ------------------ | ------------------ | ------------------ | ------------------ | ------------------ | ------------------ |
| 1857               | 1869               | 1880               | 1890               | 1900               | 1910               | 1921               | 1931               | 1948               | 1953               | 1961               | 1971               | 1981               | 1991               | 2001               | 2011               |
| 307                | 333                | 366                | 390                | 364                | 365                | 824                | 264                | 218                | 191                | 108                | 73                 | 37                 | 38                 | 31                 | 22                 |

## Nevezetességei
Szent Mátyás apostol tiszteletére szentelt temploma középkori eredetű, román stílusú. 1870-ben átépítették, ekkor nyerte el mai formáját. Mellette ma is dús lombkoronájú több évszázados hársfa áll, melyről a régi feljegyzések is szólnak. Így valószínűleg ez az Isztria egyik legöregebb hársfája. A templom egyhajós épület sokszög záródású apszissal. Harangtornya 14 méter magas, a  homlokzat előtt magasodik. A szentély faliképei 16. századiak, az angyali üdvözletet, a keresztre feszítést, a feltámadást, a sárkányölő Szent Györgyöt és egyéb egyházi motívumokat ábrázolnak. Kőbordás mennyezetének konzolján glagolita írással az 1555-ös évszám olvasható.